# Cmp
cmp je příkaz přítomný v textových rozhraních UN*Xových operačních systémů. Porovnává dva soubory, jejichž jména dostane na vstupu, a vypíše výsledek porovnání na standardní výstup. V základním nastavení nevypisuje nic, pokud jsou soubory shodné; pokud se liší, pak vypíše, na které pozici se nachází první rozdíl, a to jednak v počtu bajtů od počátku souboru, jednak jako číslo řádky, kde se rozdíl nachází.

## Přepínače
cmp rozpoznává následující přepínače (v závorkách uvedena dlouhá varianta):
- -b (--print-bytes) : Vypíše rozdílné bajty
- -i SKIP (--ignore-initial=SKIP) : Ignoruje prvních SKIP bajtů vstupu
- -i SKIP1:SKIP2 (--ignore-initial=SKIP1:SKIP2) : Ignoruje prvních SKIP1 bajtů prvního souboru a prvních SKIP2 bajtů druhého souboru
- -l (--verbose) : Vypíše hodnoty rozdílných bajtů jak v desítkové, tak v osmičkové soustavě
- -n LIMIT (--bytes=LIMIT) : Porovná nejvýše LIMIT bajtů
- -s (--quiet --silent) : Nic nevypisuje, výsledek porovnání lze získat pouze z návratové hodnoty
- -v (--version) : Vypíše informace o verzi programu.
- --help : Vypíše nápovědu.

## Návratové hodnoty
- 0 : soubory jsou shodné
- 1 : soubory se liší
- 2 : došlo k chybě